# Borsod-Abaúj-Zemplén vármegyei 1. sz. országgyűlési egyéni választókerület
A Borsod-Abaúj-Zemplén vármegyei 1. sz. országgyűlési egyéni választókerület egyike annak a 106 választókerületnek, amelyre a 2011. évi CCIII. törvény Magyarország területét felosztja, és amelyben a választópolgárok egy-egy országgyűlési képviselőt választhatnak. A választókerület nevének szabványos rövidítése: Borsod-Abaúj-Zemplén 01. OEVK. Székhelye: Miskolc

## Területe
A választókerület az alábbi településeket foglalja magába:
1. Alsózsolca
2. Arnót
3. Felsőzsolca
4. Miskolc választókerülethez tartozó területének határvonala:
A 26-os országút és folytatásában a Szentpéteri kapu középvonala a városhatáron való belépési ponttól az Arany János tér keleti oldalán haladva a Szeles utcáig, a Szeles utca középvonala a Szentpáli utcáig, a Szentpáli utca középvonala a Nagy Imre utcáig, a Nagy Imre utca középvonala a Kazinczy utcáig, a Kazinczy, majd a Szemere utca középvonala az Arany János utcáig, az Arany János utca középvonala a Szinva patakig, a Szinva patak a Corvin utcáig, a Corvin utca középvonala a Görgey Artúr utcáig, a Görgey Artúr utca középvonala a Mindszent térig, a Mindszent tértől a Papszer középvonala a Mélyvölgy utcáig, a Mélyvölgy utca középvonala és folytatásában a Csáti sor középvonala a Petőfi sorig, a Petőfi sor középvonala a Horvát tetőig, a Horvát tető középvonala és folytatásában a Mendikás dűlő középvonala a Ruzsinszőlő utcáig, a Ruzsinszőlő utca középvonala a Csermőkei útig, a Csermőkei út középvonala a Miskolctapolcai útig, a Miskolctapolcai út középvonala a Benedekalja utcáig, a Benedekalja és folytatásában a Dr. Kalocsai Kálmán utca középvonala a Dohány utcai drótkötélpályáig, a drótkötélpálya a fordulóig, a fordulótól a drótkötélpálya addigi nyomvonalának délnyugati irányú elméleti meghosszabbítása a városhatárig, a városhatár vonala az óramutató járásával ellentétes irányban a kiindulási pontig.
5. Sajókeresztúr
6. Szirmabesenyő

## Országgyűlési képviselője
| Név            | Párt                                         | Párt        | Terminus | Megjegyzés                                   |
| -------------- | -------------------------------------------- | ----------- | -------- | -------------------------------------------- |
| Csöbör Katalin |                                              | Fidesz-KDNP | 2014 –   | A 2014-es országgyűlési választás eredménye: |
| Csöbör Katalin | A 2018-as országgyűlési választás eredménye: | Fidesz-KDNP | 2014 –   |                                              |
| Csöbör Katalin | A 2022-es országgyűlési választás eredménye: | Fidesz-KDNP | 2014 –   |                                              |

## Demográfiai profilja
| Iskolai végzettség                | Iskolai végzettség               | Iskolai végzettség | Iskolai végzettség | Iskolai végzettség |
| --------------------------------- | -------------------------------- | ------------------ | ------------------ | ------------------ |
|                                   |                                  |                    |                    | fő                 |
| Általános iskolát nem végezte el  | Általános iskolát nem végezte el |                    | 1276               | 1276               |
| Általános iskola                  | Általános iskola                 |                    | 10728              | 10728              |
| Szakmunkás                        | Szakmunkás                       |                    | 13145              | 13145              |
| Érettségi                         | Érettségi                        |                    | 29016              | 29016              |
| Diploma                           | Diploma                          |                    | 18676              | 18676              |
| A 2022. évi népszámlálás szerint. |                                  |                    |                    |                    |

A Borsod-Abaúj-Zemplén vármegyei 1. sz. választókerület lakónépessége 2022. október 1-jén 87 295 fő volt. A 2011-es és a 2022-es népszámlálás között 8949 fővel csökkent a választókerület lakosság száma. A választókerületben a korösszetétel alapján a legtöbben a középkorúak élnek 31 148 fővel, míg a legkevesebben az időskorúak 14 454 fővel. A választókerület lakosságának a 85,5%-nál van internet elérési lehetőség.
A legmagasabb befejezett iskolai végzettség szerint az érettségi végzettséggel rendelkezők élnek a legtöbben 29 016 fő, utánuk a következő nagy csoport a diplomások 18 676 fővel.
Gazdasági aktivitás szerint a lakosság közel fele foglalkoztatott 41 754 fő, második legjelentősebb csoport az inaktív keresők, akik főleg nyugdíjasok 22 072 fővel.
A választókerület legjelentősebb nemzetiségi csoportja a cigány 1455 fő, illetve a német 308 fő. Magyar állampolgársággal nem rendelkező külföldi állampolgárok aránya 0,8%.
Vallási összetétel szerint a választókerületben lakók legnagyobb vallása a római katolikus (18 985 fő), valamint jelentős közösség még a reformátusok (11 134 fő). A vallási közösséghez nem tartozók száma szintén jelentős (7575 fő), a választókerületben a harmadik legnagyobb csoport a római katolikusok és a reformátusok után.

## Országgyűlési választások
| Párt                             |                        | Jelölt                 | Szavazatok | %     | ± %   |
| -------------------------------- | ---------------------- | ---------------------- | ---------- | ----- | ----- |
| Fidesz-KDNP                      |                        | Csöbör Katalin         | 22 978     | 46,50 | 7,54  |
| Egységben Magyarországért        |                        | Szilágyi Szabolcs      | 20 442     | 41,37 | 13,13 |
| Mi Hazánk                        |                        | Duzsik István          | 3266       | 6,61  | Új    |
| MKKP                             |                        | Pásti Gabriella        | 1289       | 2,61  | Új    |
| MEMO                             |                        | Halmi Bence István     | 296        | 2,06  | Új    |
| Normális Párt                    |                        | Loukota Zoltánné       | 1016       | 0,60  | Új    |
| Munkáspárt-ISZOMM                |                        | Kilián Béla            | 129        | 0,26  | 2,3   |
| Megjelent                        | Megjelent              | Megjelent              | 50 030     | 68,93 | 1,55  |
| Választópolgárok száma           | Választópolgárok száma | Választópolgárok száma | 72 579     | 100   | 4,65  |
| A Fidesz-KDNP tartja a körzetet. |                        |                        |            |       |       |

| Párt                             | Párt                   | Jelölt                 | Szavazatok | %     | ± %   |
| -------------------------------- | ---------------------- | ---------------------- | ---------- | ----- | ----- |
|                                  | Fidesz-KDNP            | Csöbör Katalin         | 20 724     | 38,96 | 5,28  |
|                                  | Jobbik                 | Jakab Péter            | 20 597     | 38,72 | 8,19  |
|                                  | DK                     | Dr. Debreczeni József  | 6151       | 11,56 | 16,99 |
|                                  | Független              | Fodor Zoltán           | 2167       | 4,07  | Új    |
|                                  | LMP                    | Csoma László           | 1671       | 3,14  | 0,15  |
|                                  | Momentum               | Szopkó Tibor           | 576        | 1,08  | Új    |
|                                  | Munkáspárt             | Orosz Imre Tibor       | 286        | 0,54  | 0,15  |
|                                  | Egyéb pártok           |                        | 1023       | 2,56  | 0,49  |
| Megjelent                        | Megjelent              | Megjelent              | 53 651     | 70,48 | 7,47  |
| Választópolgárok száma           | Választópolgárok száma | Választópolgárok száma | 76 119     | 100   | 3,87  |
| A Fidesz-KDNP tartja a körzetet. |                        |                        |            |       |       |

| Párt                                | Párt                   | Jelölt                 | Szavazatok | %     |
| ----------------------------------- | ---------------------- | ---------------------- | ---------- | ----- |
|                                     | Fidesz-KDNP            | Csöbör Katalin         | 16 602     | 33,68 |
|                                     | Jobbik                 | Badány Lajos           | 15 050     | 30,53 |
|                                     | Összefogás             | Nagy-Korsa Judit       | 14 072     | 28,55 |
|                                     | LMP                    | Emődi Zoltán           | 1624       | 3,29  |
|                                     | Munkáspárt             | Orosz Imre             | 338        | 0,69  |
|                                     | Szociáldemokraták      | Fintorné Barkó Anita   | 106        | 0,22  |
|                                     | Egyéb pártok           |                        | 1499       | 3,05  |
| Megjelent                           | Megjelent              | Megjelent              | 49 825     | 63,01 |
| Választópolgárok száma              | Választópolgárok száma | Választópolgárok száma | 79 073     | 100   |
| A Fidesz-KDNP nyeri meg a körzetet. |                        |                        |            |       |

## Ellenzéki előválasztás – 2021
| Frakció                                 |                 | Jelölő szervezetek                   | Jelölt             | Szavazatok | %     |
| --------------------------------------- | --------------- | ------------------------------------ | ------------------ | ---------- | ----- |
| Jobbik                                  |                 | Jobbik, DK, LMP, Momentum, ÚVNP, MMM | Szilágyi Szabolcs  | 4258       | 55,81 |
| MSZP                                    |                 | MSZP, Párbeszéd                      | Simon Gábor        | 2900       | 38,01 |
| LMP                                     |                 | Független                            | Csabalik Zsuzsanna | 472        | 6,19  |
| Összes szavazat                         | Összes szavazat | Összes szavazat                      | Összes szavazat    | 7630       |       |
| Szilágyi Szabolcs nyeri meg a körzetet. |                 |                                      |                    |            |       |